# 盐津大戟
盐津大戟（学名：Euphorbia yanjinensis）为大戟科大戟属下的一个种。